# Marc Maron
Marc Maron, född 27 september 1963 i Jersey City i New Jersey, är en amerikansk programledare, komiker och skådespelare.
Maron har varit verksam komiker sedan 1980-talet, då han debuterade på The Comedy Cellar i Los Angeles. På 1990-talet flyttade han till New York och blev en del av den alternativa standup-scenen. Han har även en liten roll i långfilmen Almost Famous. Han har varit gäst hos David Letterman och framträtt mer än 40 gånger hos Conan O'Brien, men det var först när han började göra podcasten WTF with Marc Maron, i september 2009, som hans karriär tog fart på riktigt. I maj 2013 hade hans TV-serie Maron, i vilken han spelar en version av sig själv, premiär på amerikanska TV-kanalen IFC. Sedan 2017 spelar han en av rollerna i dramakomedin GLOW.